# Bob Ainsworth
Robert William Ainsworth (né le 19 juin 1952) est un homme politique britannique, député à la Chambre des communes depuis 1992 pour la circonscription de Coventry Nord Est.
Il a remplacé John Hutton comme secrétaire d’État à la Défense à la tête du ministère de la Défense le 5 juin 2009. Le 12 mai 2010, à la suite des élections législatives, il est remplacé par Liam Fox.

## Vie de l'enfant
Ainsworth est né à Coventry le 19 juin 1952 et a fréquenté l'école Foxford Comprehensive School. De 1971 à 1991, il est tôlier et monteur chez Jaguar. Il commence à s'intéresser à la politique en tant que syndicaliste à l'usine Jaguar Cars de Coventry, où il travaille et exerce de nombreuses fonctions syndicales, notamment en tant que président de section (dans ce qui deviendra plus tard une partie du syndicat Manufacturing, Science and Finance). En 1984, il est élu au conseil municipal de Coventry, devient président de la commission des finances et est chef adjoint du groupe travailliste au pouvoir. Il est également président du parti travailliste de la circonscription.